# Associated British Corporation
L’Associated British Corporation est une société de production de télévision britannique affiliée à l'Associated British Picture Corporation et fut également une chaîne de télévision du réseau ITV, qui a été active de 1956 à 1968.